# Culinária da Etiópia

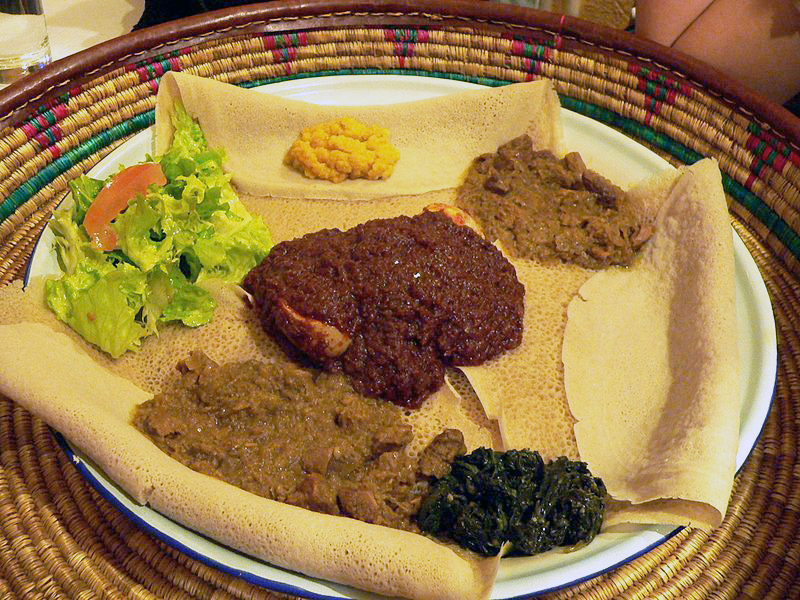
Esta refeição que consiste em injera e vários tipos de wot (ensopado), é uma típica tradição culinária da Etiópia.

A culinária da Etiópia  (em amárica: የኢትዮጵያ ምግብ) caracteristicamente consiste em pratos de vegetais e carnes ligeiramente picantes. É feita geralmente na forma de wot, um ensopado grosso servido junto com a injera, um grande pão sírio de cerca de 50 centímetros de diâmetro feito de farinha de trigo fermentada. Os etíopes, na maioria das vezes, comem com a mão direita, usando pedaços de injera para pegar as porções servidas como entradas e acompanhamentos.
A Igreja Ortodoxa Etíope de Tewahedo, culturalmente, prescreve vários períodos de jejum (em gueês: ጾም ṣōm) referente à produtos de origem animal (incluindo laticínios e ovos) às quartas, sextas e toda a temporada quaresmal, portanto, a culinária etíope contém muitos pratos de origem vegana.

## Visão geral
Os pratos típicos da Etiópia são a injera acompanhada de um ensopado picante de carne de cordeiro e lentinha, bem como outros legumes. A culinária da Região das Nações, Nacionalidades e Povos do Sul e do povo Simada, fazem uso da polpa da bananeira-da-abissínia para a produção de seus pratos. A planta é pulverizada e fermentada para fazer vários alimentos, como uma espécie de pão chamado qocho ou kocho (em gueês: ቆጮ ḳōč̣ō), que é consumido com kifto. A raíz desta planta pode ser pulverizada e preparada como uma bebida quente chamada bulla (em gueês: ቡላ būlā), que geralmente é dada para pessoas que estão cansadas ou doentes. Outra preparação típica do Gurage é o café com manteiga, bem com um cozido de pães de ervas Kita.
Devido, em parte, à breve ocupação italiana, a massa é popular e frequentemente disponível em toda a Etiópia, incluindo as áreas rurais. O café também é uma grande parte da cultura e da culinária etíope, pois a cada refeição, é realizada uma cerimônia e servida a bebida.